# Altengeseke
Altengeseke – wieś w gminie Anröchte w powiecie Soest, w kraju związkowym Nadrenia Północna-Westfalia, w rejencji Arnsberg.

## Demografia
Według spisu ludności z końca 2024 roku, w Altengeseke mieszkało 835 mieszkańców.

## Etymologia
Nazwa miejsce brzmiała dawniej "Geiske". Przedrostek "Alten" został dodany do nazwy w około 1238 roku.

## Historia
Najstarsze, udokumentowane wzmianki o tym miejscu pochodzą z 833 roku. Altengeseke zostało wspomniane w akcie darowizny Ludwika I Pobożnego.
Do reorganizacji gmin w 1975 roku Altengeseke było niezależną gminą w powiecie Anröchte. Obecnie Altengeseke jest jedną z 10 wsi gminy Anröchte, utworzonej w 1975 roku.

## Polityka
Burmistrzem Altengeseke jest Thomas Gerwin.